# Sundøya
Sundøya est une localité du comté de Nordland, en Norvège.

## Géographie
Administrativement, Sundøya fait partie de la kommune de Leirfjord.